# Бібоп
Бібопс, Бі-боп, або просто боп (англ. bebop) — джазовий стиль, що розвинувся на початку 1940-х. Він відкриває період сучасного джазу і докорінно відрізняється від попередніх стилів. Для бібопу характерне унісонне проведення теми на початку і в кінці п'єси. Як теми для імпровізацій використовувались популярні пісні 1920-30-х років, вірніше їхні гармонічні схеми, на які нашаровувались нові мелодії.
Пізніше почали створювати оригінальні композиції. Їхні мелодії відзначалися складними фігураціями, стрибками, незвичним ритмічним поділом та акцентуванням. Сольні імпровізації характеризуються бурхливим, дещо нервовим фразуванням, складними технічними пасажами, сухим штриховим малюнком і безперервним веденням мелодії при переході від одного голосу до іншого. Гармонія ґрунтується на альтерованих акордах та політональних структурах.
На відміну від попередніх стилів в бібопі змінились функції інструментів ритмічної групи, які поряд з духовими стали повноправними солістами ансамблю. Докорінно змінилась і роль ударних інструментів. Якщо в традиційному джазі і свінгу носієм ритму був великий барабан, то в бібопі основну ритмо-ударну роль виконують тарілки, а пізніше хай-хет. Том-том, великий і малий барабани використовуються для акцентування окремих звуків і фраз імпровізації соліста.
Бібоп як стиль почався з записів на платівки, що їх здійснив ансамбль Чарлі Паркера — Діззі Гіллеспі на початку 1945, а склад цього колективу (саксофон, труба і ритмічна група) став характерним для цього стилю. Значний внесок в формування нового джазового мислення внесли саксофоніст Джон Колтрейн, піаніст Телоніус Монк, трубач Майлс Девіс.
Бібоп є основною течією джазу від другої половини 20 століття.

## Відео
- Charlie Parker and Dizzy Gillespie [Архівовано 15 лютого 2007 у Wayback Machine.]
- Thelonius Monk [Архівовано 18 грудня 2015 у Wayback Machine.]
- Charlie Christian bio [Архівовано 18 червня 2007 у Wayback Machine.]

## Джерело
- І.Гобарт, І.Вассербергер. Основи джазової імпровізації (переклад зі словацької) / К., «Музична Україна» 1980